# Ivo Pala

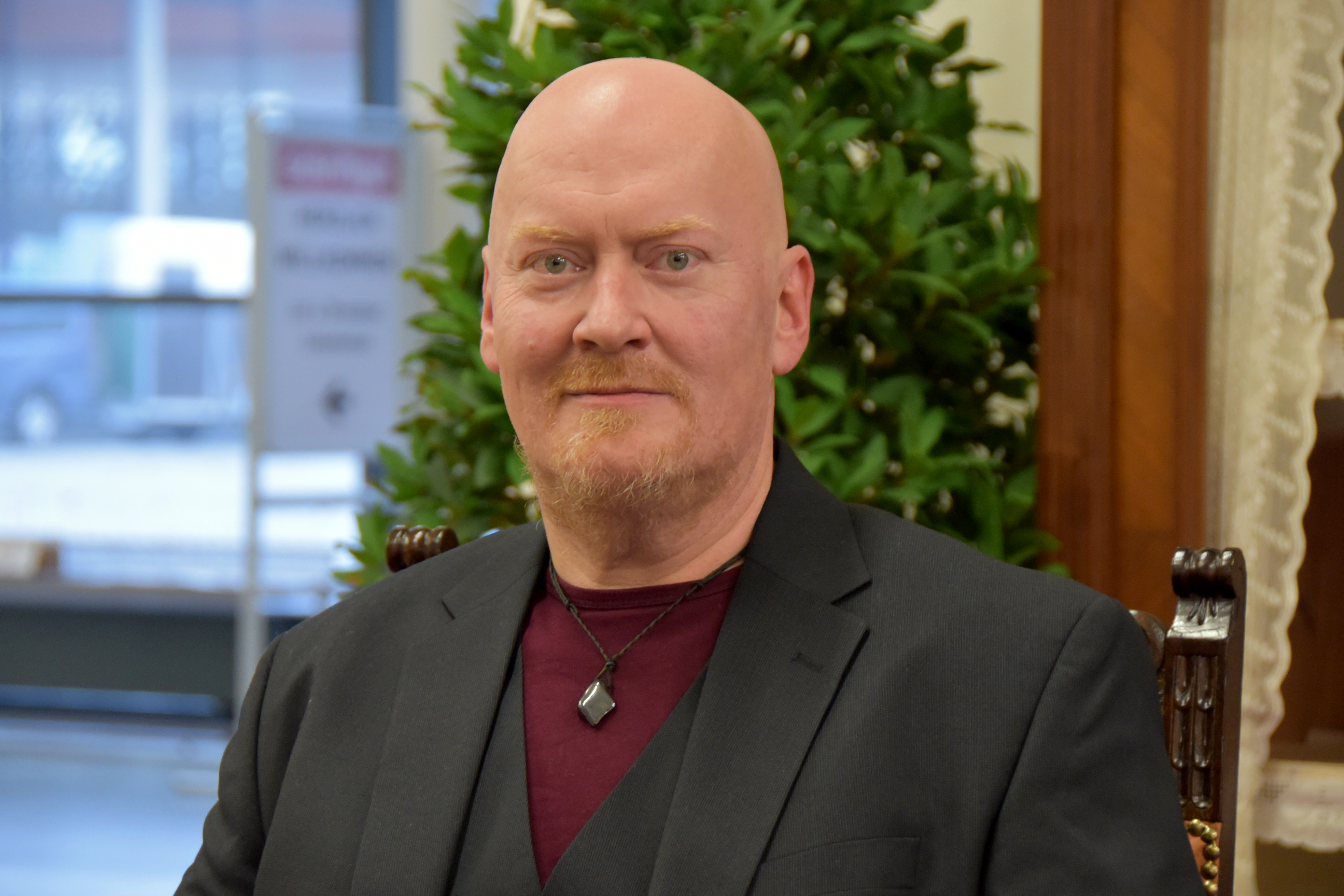
Ivo Pala (2015)

Ivo Pala (* 1966 in Eltville am Rhein) ist ein deutscher Schriftsteller und Drehbuchautor.

## Leben
Pala wurde in Eltville am Rhein geboren und wuchs in Oestrich-Winkel im Rheingau auf. Er absolvierte eine Ausbildung in der Hotellerie, studierte danach Volkswirtschaftslehre in Mainz und war anschließend im Vertrieb und Marketing von IT- und Telekommunikationsunternehmen tätig.
Er arbeitete als Drehbuchautor, Script-Doctor und Dramaturg. Er schrieb Drehbücher für TV-Serien (Der Clown, Der Staatsanwalt, Die Großstadt-Sheriffs, Julia – Kämpfe für deine Träume!). Seit 2011 widmet er sich vornehmlich dem Verfassen von Romanen.

## Werke
- Die Lazarus-Formel, Blanvalet 2011, ISBN 978-3-442-37648-3.

- Elbenthal-Saga (seit 2012)
  - Die Hüterin Midgards, Fischer Sauerländer 2012, ISBN 978-3-737-36165-1.
  - Der Schwarze Prinz, Fischer Sauerländer 2013, ISBN 978-3-737-36241-2.
  - Die Eisige Göttin, Fischer Sauerländer 2014, ISBN 978-3-737-36246-7.

- Der Drache hinter dem Spiegel, Fischer Sauerländer 2014, ISBN 978-3-737-35101-0.

- Dark World Saga (seit 2016)
  - Schwarzer Horizont, Knaur Taschenbuch 2016, ISBN 978-3-426-51915-8.
  - Schwarzer Sturm, Knaur Taschenbuch 2017, ISBN 978-3-426-51916-5.
  - Schwarzes Blut, Knaur Taschenbuch 2018, ISBN 978-3-426-52134-2.

- Ein Fall für Fuchs & Haas (seit 2017)

1. Ein Fall für Fuchs & Haas: Die Tote im Räucherofen 2017, ISBN 978-3-946-78608-5.
2. Ein Fall für Fuchs & Haas: Die Leiche am Strand 2018, ISBN 978-1-980-85850-8.
3. Ein Fall für Fuchs & Haas: Die Bestie im Moor 2018, ISBN 978-1-718-15932-7.
4. Ein Fall für Fuchs & Haas: Der unsichtbare Schütze 2019, ISBN 978-1-797-45755-0.
5. Ein Fall für Fuchs & Haas: Mord im Dünenhaus 2019, ISBN 978-1-096-12488-7.
6. Ein Fall für Fuchs & Haas: Das Mädchen im Schilf 2019, ISBN 978-1-076-47379-0.
7. Ein Fall für Fuchs & Haas: Das Grab am Meer 2019, ISBN 978-1-686-54976-2.
8. Ein Fall für Fuchs & Haas: Blut in der Ostsee 2019, ISBN 978-1-698-18056-4.
9. Ein Fall für Fuchs & Haas: Der Schädel im Strandkorb 2020, ISBN 979-8-617-52797-3.
10. Ein Fall für Fuchs & Haas: Mord auf dem Leuchtturm 2020, ISBN 979-8-629-80369-0.
11. Ein Fall für Fuchs & Haas: Das Fischbrötchen des Todes 2020, ISBN 979-8-640-12630-3.
12. Ein Fall für Fuchs & Haas: Die Tote im Boot 2020, ISBN 979-8-646-60751-6.
13. Ein Fall für Fuchs & Haas: Blut am Strand 2020, ISBN 979-8-655-53092-8.
14. Ein Fall für Fuchs & Haas: Das Matjesmassaker 2020, ISBN 979-8-682-94614-3.
15. Ein Fall für Fuchs & Haas: Die Kerzenmacherin 2020, ISBN 979-8-699-30756-2.
16. Ein Fall für Fuchs & Haas: Mord in der Strandvilla 2020, ISBN 979-8-559-29884-9.
17. Ein Fall für Fuchs & Haas: Das Flunderfiasko 2020, ISBN 979-8-572-63622-2
18. Ein Fall für Fuchs & Haas: Leise tötet die See 2020, ISBN 979-8-584-60922-1
19. Ein Fall für Fuchs & Haas: Zwei Leichen in einem Sarg 2021, ISBN 979-8-597-71827-9
20. Ein Fall für Fuchs & Haas: Der Tod der Dünendirne 2021, ISBN 979-8-713-58021-6
21. Ein Fall für Fuchs & Haas: Rollmopsrache 2021, ISBN 979-8-739-02091-8
22. Ein Fall für Fuchs & Haas: Jagd am Strand 2021, ISBN 979-8-504-03099-9
23. Ein Fall für Fuchs & Haas: Das Divadebakel 2021, ISBN 979-8-521-79379-2
24. Ein Fall für Fuchs & Haas: Sechs am Strand 2021, ISBN 9798538500413
25. Ein Fall für Fuchs & Haas: Mord auf dem Campingplatz 2021, ISBN 979-8-450-21796-3
26. Ein Fall für Fuchs & Haas: Sündenmädchen 2021, ISBN 979-8-478-35192-2
27. Ein Fall für Fuchs & Haas: Mord im Strandhotel 2021, ISBN 979-8-764-34214-6
28. Ein Fall für Fuchs & Haas: Schriftstellersterben 2021, ISBN 979-8-789-00609-2
29. Ein Fall für Fuchs & Haas: Sandburg des Grauens 2022, ISBN 979-8-411-55178-5
30. Ein Fall für Fuchs & Haas: Fischbudenfehde 2022, ISBN 979-8-429-90741-3
31. Ein Fall für Fuchs & Haas: Die verschwundene Oma 2022, ISBN 979-8-447-49846-7

- Shadow Agents (seit 2018)
  - Shadow Agents: Schatten der Vergangenheit, Ravensburger 2018, ISBN 978-3-473-40168-0.
  - Shadow Agents: Die Akte Berlin, Ravensburger 2019, ISBN 978-3-473-40177-2.
  - Shadow Agents: Am Limit, 2019, ISBN 978-1-096-94820-9.

- Alarm (seit 2019)
  - Alarm: Unsichtbarer Tod 2019, ISBN 978-1-693-35926-2.
  - Alarm: Der Tod aus dem Gestern 2020, ISBN 978-1-701-21221-3.

- Die Jägerin (seit 2020)
  - Das Flüstern der verlorenen Kinder 2020.
  - Die Stille der lauernden Wölfe 2020.